# Kosacker
Ej att förväxla med kazaker, som i grunden hade samma livsstil, men med en annan etnicitet.

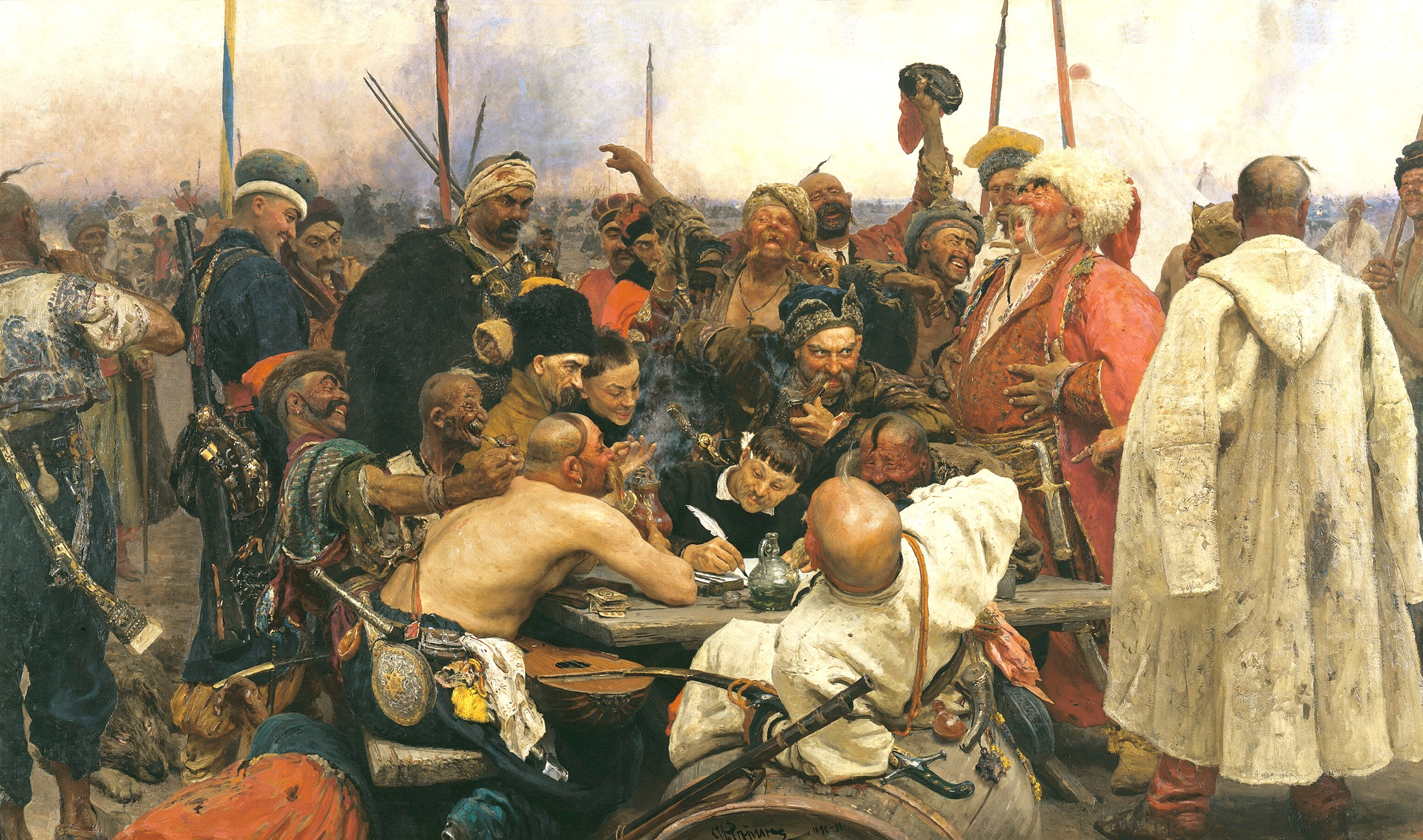
Zaporizjakosackerna skriver brev till turkiske sultanen. Brevet har blivit känt som diplomatins grövsta skällbrev. Målning av Ilja Repin, 1880-1891.

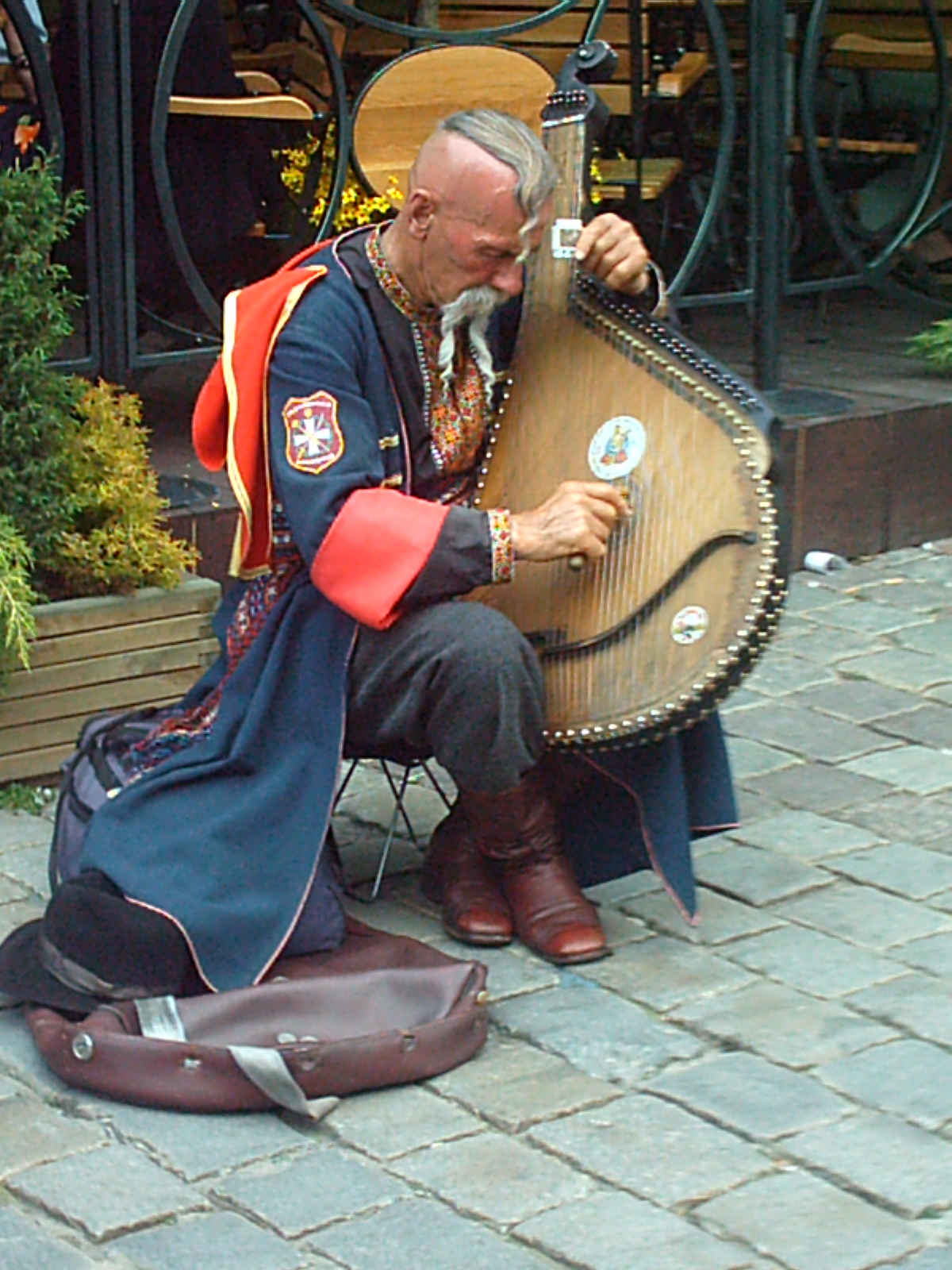
En ukrainsk folkmusiker i traditionell dräkt spelar bandura.

Kosacker är ett östslaviskt kristet ortodoxt folk.  Kosackerna är kända främst för sin speciella patriotiska militära livsstil, präglad av stort frihetspatos och stark klantillhörighet. Kosackerna har inget eget land utan lever främst i sina traditionella områden i sydöstra Ukraina och södra Ryssland, närmare bestämt i norra Kaukasus kring områdena runt floderna Don, Kuban, Terek, där de ”ryska kosackerna” lever. De ”ukrainska kosackerna” har sitt starkaste fäste bland annat i området kring floden Dnepr. I övrigt finns kosacker utspridda över hela världen. Det förekommer numera under 2000-talet, diskussioner om möjligheten att Don-kosackerna skall få egen autonomi alternativt få bilda egen delrepublik inom den Ryska federationen.
Kosackerna betraktas som en enhetlig grupp, trots att de geografiskt befinner sig på olika ställen, men är uppdelade i flera mindre underklaner och grupper utifrån geografiska områden. Grovt sett går det att dela in dem utifrån de två mest kända och betydelsefulla grupperna; donkosackerna från södra Ryssland i norra Kaukasus, samt de ukrainska zaporizjakosackerna från dagens Ukraina.

## Etnicitet och kultur

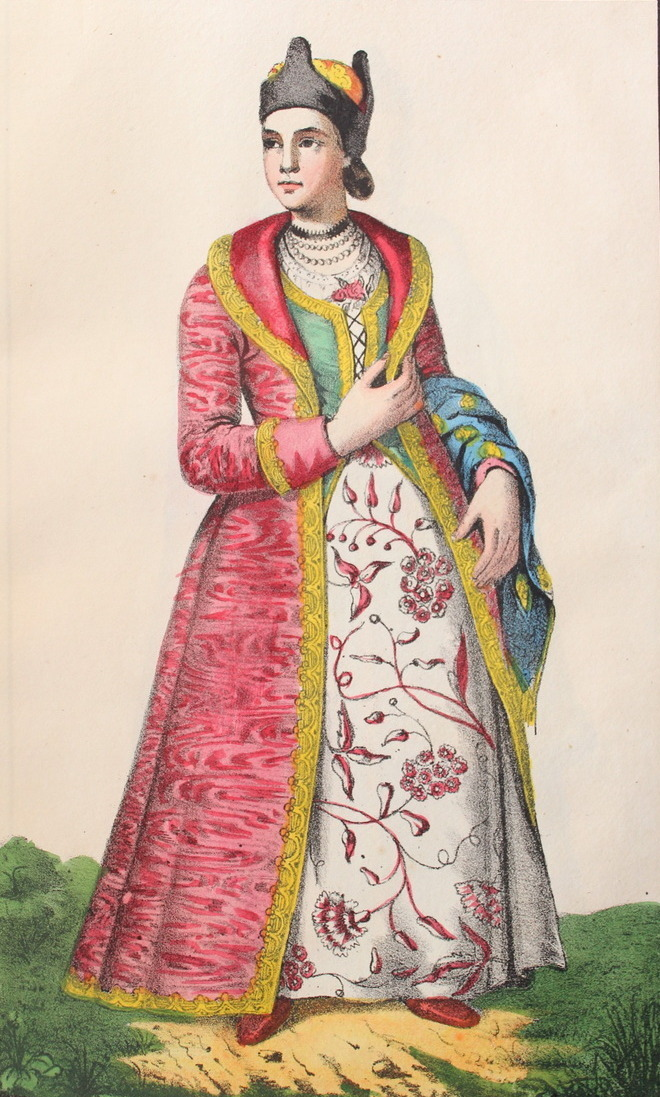
Kvinna från kosackaristokratin från cirka 1770.

Etniskt sett skiljer kosackerna sig inte från vanliga ryssar eller ukrainare, däremot skiljer de sig markant i livsstil och mentalitet, framförallt genom sin krigarmentalitet, sin stridskonst (den så kallade systema), sin starka kristna tro och frihetssträvan bort från statlig kontroll. Kosackerna ansågs av tradition vara mer religiösa, arbetsamma och renliga, samt kroppsligen starka, välväxta och uthålliga. I till exempel polskt vardagsspråk används uttrycket ”kosack” ännu idag som ett adjektiv om ovanligt djärva, spänstiga och starka individer. De ukrainska och ryska kosackerna är alltså egentligen inget eget folkslag i egentlig mening utan uppstod av en mängd olika grupper av främst slaviskt ursprung och formerade de stora klaner som finns än idag.
Kosackerna är av historiska skäl ett traditionellt krigarfolk, även om de är ett modernt folk idag. Men sedan länge så återfinns mycket av det gamla, och särskilt har det kommit igen efter Sovjetunionens fall. För deras traditionella nybyggar-bosättningar i periferin av de Polsk-Litauiska och Ryska rikena tvingade dem att själva försvara hem och härd mot ansättande mongoler, tatarer och oghuzer österifrån. Genom kosackernas härjningar och krigföring samt handelskontakter har det uppstått viss etnisk och kulturell uppblandning med andra grannfolk och folkslag av rumänskt, tatariskt, persiskt och turkspråkigt ursprung, samt minoriteter i Kaukasus. Vissa av de ryska kosack-klanernas traditionella klädsel, påminner mycket om den de andra kaukasiska folken har, vilket tyder mycket på att kontakterna inte alltid varit fientliga som den oftast har varit och är än idag i och med första Tjetjenienkriget på 1990 och andra Tjetjenienkriget 2000-talet.

## Etymologi
Benämningen kosack kommer från det turkiska ordet kaz, som betecknar en fri man eller nomad. Kosack uttalas på ryska Kazzak. Första gången termen kosack dyker upp i historien är på 1300-talet i storfurstendömet Moskva som då betalar tribut till tatarerna och är under starkt kulturellt inflytande från tatarerna. Ordet finns också i namnbildningen Kazakstan som är ett land tillhörande den turkiska språkgruppen. Dock är det viktigt att påpeka att kosacker inte skall förväxlas med kazaker som är en helt annan folkgrupp.

## Historia
Kosackernas ursprung har ibland varit något oklar och teorierna har varit många kring detta under omständigheterna mytologiska folk. Ursprungligen lär kosackerna ha varit slaviska livegna bönder i Kievriket och Rus under tidigt 1200-tal (dagens Ryssland, Ukraina och Belarus), som flydde undan feodalslaveriet och strävade efter frihet ute på de så kallade vilda slätterna i det stora ingenmansland som fanns mellan floderna Södra Bug och Dneprs nedre lopp, som i väster angränsade till det polsk-litauiska Samväldet (Dessa kosacker från Dneprs stränder kallades i det polsk-litauiska riket för Zaporizjakosacker  (av ”za porohy”: ”bortom forsarna”) eftersom de bodde bortom Dneprs sju forsar, kända allt sedan vikingatiden) i norr, till det (ryska) Moskvariket och i sydöst till tatarernas marker ovan Svarta havet och på Krim. Där började de flyende livegna befolka de glesbefolkade stäpperna i dagens centrala Ukraina och norra Kaukasusområdet i Ryssland. Det var under denna kaotiska tid på 1200-talet som kosackerna som grupp började formeras, samtidigt som mongolerna/tatarerna erövrade Rus.

## Ett kosackregemente på 1600-talet

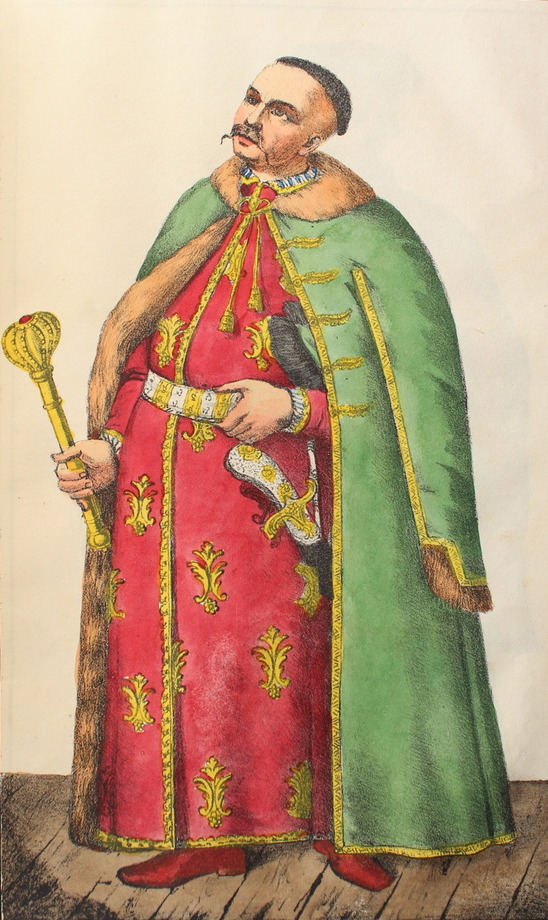
Kosackpulkovnik från cirka 1770.

Ett kosackregemente bestod år 1610 av 2000 man. Regementet bestod av 4 bataljoner om 500 man. Varje bataljon delades i 5 kompanier om 100 kosacker. Dessa i sin tur indelades i „kuren” (roten) det vill säga rader, motsvarande plutoner. Regementet anfördes av en „pulkovnik” (av polskans „pulk”: regemente), han bistods av en bivack/lägerchef och en regementsskrivare. Bataljonerna anfördes av löjtnanter. En halv bataljon (250 kosacker) leddes av en „osaul” (kapten), ett kompani om 100 man leddes av en löjtnant: „setnik” (av sto eller setka = 100). Plutonerna slutligen anfördes av en „kuren ataman”. Ett regemente bestod dessutom av 4 fänrikar/fanbärare, 4 trumpetare och 4 trumslagare, det vill säga en av varje för varje bataljon om 500 kosacker. Till detta tillkom 4 tjänare/kalfaktorer. Ett regemente bestod alltså av 1 pulkovnik, en lägerchef, en skrivare, 4 löjtnanter, 8 asauler, 20 setnikar, 4 fänrikar, 4 trumpetare, 4 trumslagare, 157 kuren otamaner samt 1799 meniga kosacker.

## Kosacker i den ryska armén

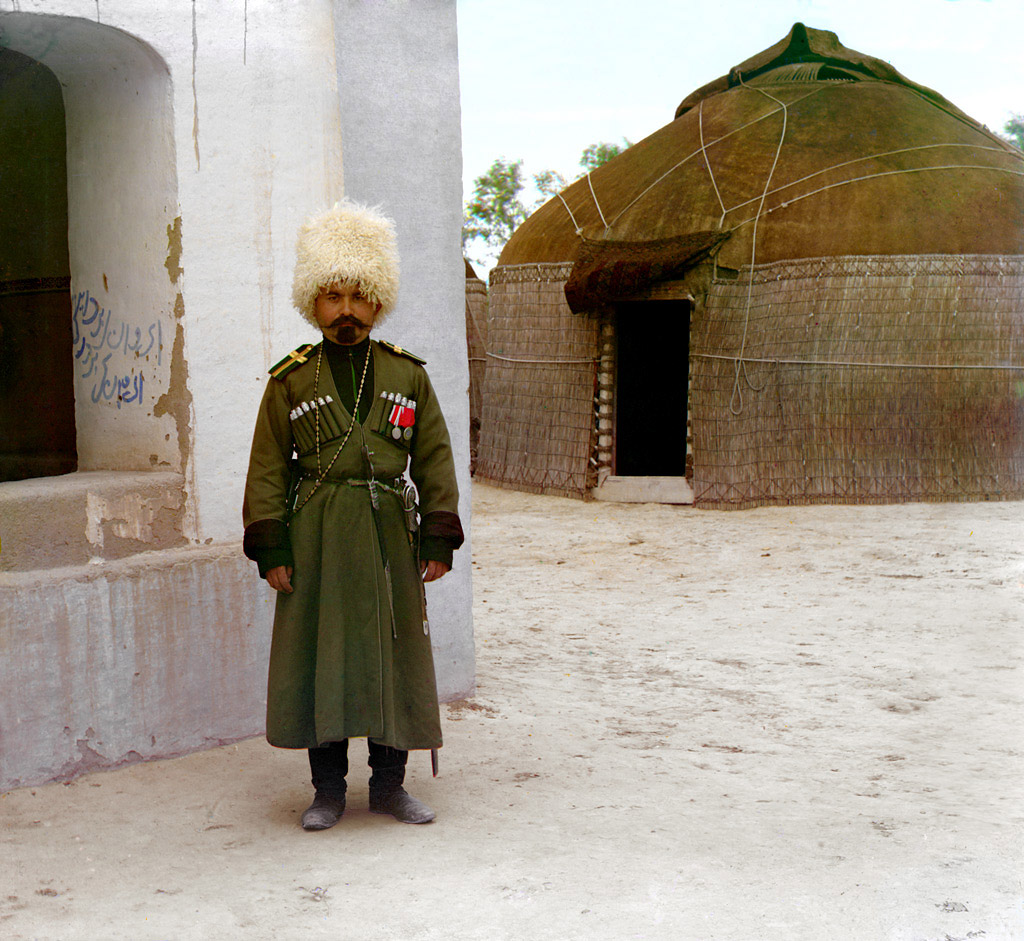
Semiretjenskkosack 1911.

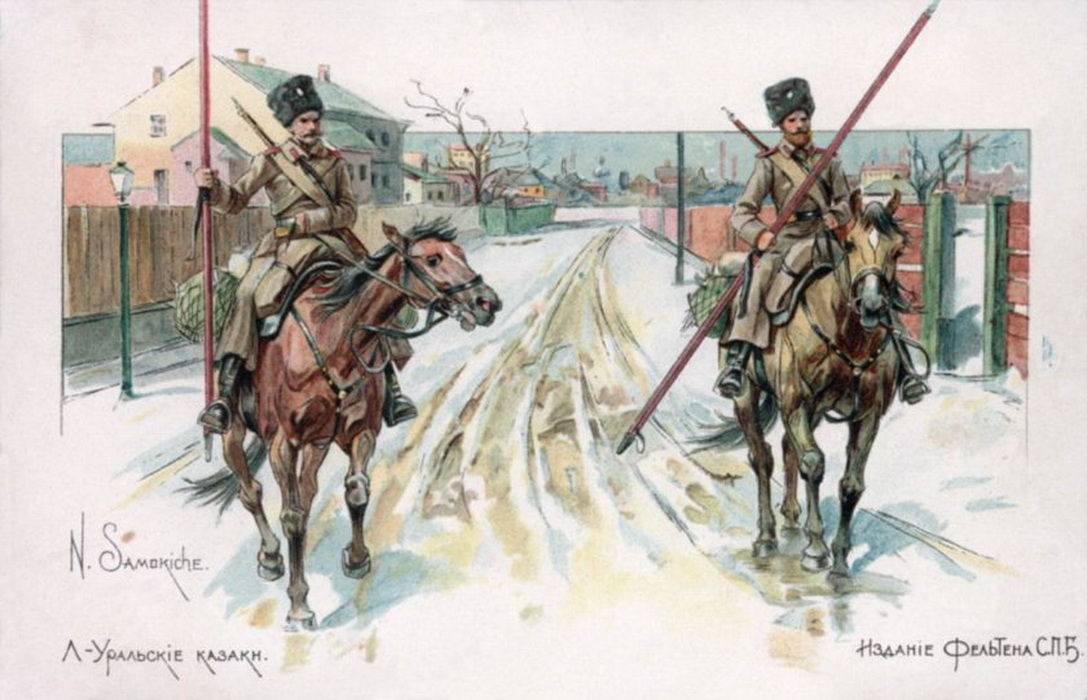
Uralkosacker 1912.

Sedan kosackerna underordnats tsarväldet förvandlades de fria kosacknationerna gradvis till en säregen blandning av etniskt kast och militärt truppslag. Varje vapenför manlig kosack var förpliktad att tjänstgöra under fanorna, medan före värnpliktens införande 1874 endast en begränsad del av den övriga befolkningen utskrevs. Men även efter värnpliktens införande hade kosackerna längre tjänsteplikt under fanorna och längre tid i reserven samt färre möjlighter att slippa militärtjänst än övriga värnpliktiga.
Med det ryska rikets expansion österut, uppsattes också nya kosackförband av de ursprungliga asiatiska icke-slaviska folkslag som bodde där. Under 1800-talet och fram till revolutionen fanns det 11 kosackhärar i den ryska armén, med sammanlagt över 150 000 soldater i aktiv tjänst och i reserven.
- Donhären (55 000 soldater)
- Kubanhären (31 000 soldater)
- Orenburghären (16 000 soldater)
- Uralhären (8 000 soldater)
- Astrachanhären (2 000 soldater)
- Terekhären (10 000 soldater)
- Sibiriska hären (2000 soldater)
- Baikalhären (15 000 soldater)
- Amurhären (4 000 soldater)
- Semiretjenskhären (5 000 soldater)
- Ussurihären (2 000 soldater)

## I dagens Ryssland och Ukraina
Kosacker – eller människor som associerar sig till de historiska kosackerna – spelar en roll även i dagens Ryssland. Bland annat figurerar de som representanter för den rysk nationalism som sedan 1990-talet riktat sig mot olika "antiryska" yttringar. I områdena nära Kaukasien har kosacker använts som medel för att hävda rysk kultur och ifrågasätta utländsk eller icke-rysk kultur. Under Krimkrisen 2014 deltog kosacker på den proryska sidan i oroligheterna. Samtidigt figurerar kosacker på den ukrainska sidan av konflikten. Vintern 2014 deltog ukrainska kosacker bland demonstranterna på Självständighetstorget i Kiev under Euromajdan.